# سکوت سازمانی
سکوت سازمانی (به انگلیسی: Organizational Silence) پدیده‌ای است که در آن کارکنان سازمان به علل مختلف از اظهار نظر در مورد مسایل سازمان خودداری کرده وسکوت اختیار می‌کنند. سکوت یک علامت بسیار مهم بیماری، استرس، پیری، افسردگی یا ترس در سازمان به‌شمار می‌رود و مدیران باید در اولین فرصت عامل آن را ردیابی و برطرف نمایند. بی توجهی به این موضوع می‌تواند سبب اتفاقات وخیم تر و حتی مرگ سازمان شود.
مهمترین علل سکوت سازمانی عبارتند:
- ترس از عواقب اظهارنظرها مشتمل بر تنبیهات، مرگ، بی نصیب بودن از امتیازات، برکناری از سمت و پست سازمانی و....
- ترس از بی توجهی مدیر ارشد و بلا استفاده ماندن نظریات و ایده‌ها. در بدترین حالت مدیران ممکن است حتی نظریات ارائه شده را نخوانند و در بهترین حالت ممکن است مدیر ارشد این نظریات را بخواند ولی با دلایل ناکافی یا مصلحتهای غیرقابل توجیه اقدام به رد ایده ارائه شده بنماید.
- بدون پاداش گذاشتن ایده‌ها: وقتی که سازمان برای ایده‌های ارائه شده که مورد استفاده هم قرار گرفته و اثر بخش بوده‌اند پاداشی پرداخت نمی‌کند.

همانگونه که می‌بینید احساس ترس و ناامنی مهم‌ترین علت سکوت در سازمان تلقی می‌گردد. شکل بسیار بدتر سکوت سازمانی وقتی است که کارکنان سازمان به ظاهر فعال و پر سر و صدا هستند ولی آن‌ها از اظهارنظرهای واقعی و اقدامات مناسب و کارشناسی شده خودداری می‌کنند و در برخوردها چیزی را می گویند یا کاری را انجام می‌دهند که مدیر ارشد سازمان می‌خواهد.
متخصصان علم مدیریت از پدیده سکوت سازمانی با عباراتی چون خطرناک یا مضر نام می‌برند.
Ryan and Ostrich در سال ۱۹۹۱ گفتند اصطلاح «سکوت سازمانی» درباره موضوعاتی به کار برده می‌شود که به نظر کارکنان سازمان غیرقابل بحث هستند. این موضوعات عبارتند از مواردی همچون عملکرد مدیر ارشد، عملکرد همکاران، اخبار بد، دعواها و مشکلات پرسنلی. به عبارت دیگر پرسنل سازمانهای ساکت معمولاً بحث در چنین مواردی را بی‌ثمر دانسته و ساکت می‌مانند.